# 贝加尔湖
貝加爾湖（羅馬化：Ozero Baykal，羅馬化：Baygal nuur）位於俄羅斯西伯利亚伊爾庫茨克州及布里亞特共和國境內，面積約為31,722平方公里，距離蒙古国邊界111公里，是世界上水容量最大的淡水湖，最深近2,000公尺，為北亚地区不少部族的世居领地，例如布里亚特人居住在湖泊東側地區，於該地豢養山羊、駱駝、牛隻及綿羊。另外，貝加爾湖有「西伯利亞明珠」之稱。貝加爾湖為大陸裂谷湖，有逾1,700種動物及植物棲息其中，而且2/3為特有種，聯合國教科文組織於1996年將貝加爾湖登錄為世界自然遺產。

## 词源
汉朝人称之为「翰海」，或民谣苏武牧羊歌词的北海，五胡十六国時北朝叫「于巳尼大水」，隋唐叫「小海」，18世纪初期的《异域录》称之为“柏海儿湖”，《大清一统志》称为「白哈儿湖」，蒙古称为「达赖诺尔」，意为“似海湖”、“自然之湖”；一说名称来源于“贝音嘎　嘎拉”（蒙古语意为不灭之火)，古人非常崇拜它而視爲「聖海」，民國時期稱「白海」。
《汉书-苏武传》记载西汉时期，贝加尔湖在匈奴的控制范围之内，苏武被单于流放到“北海”去牧羊。苏武在北海边艰难熬过19年才回到汉都长安。

## 地理

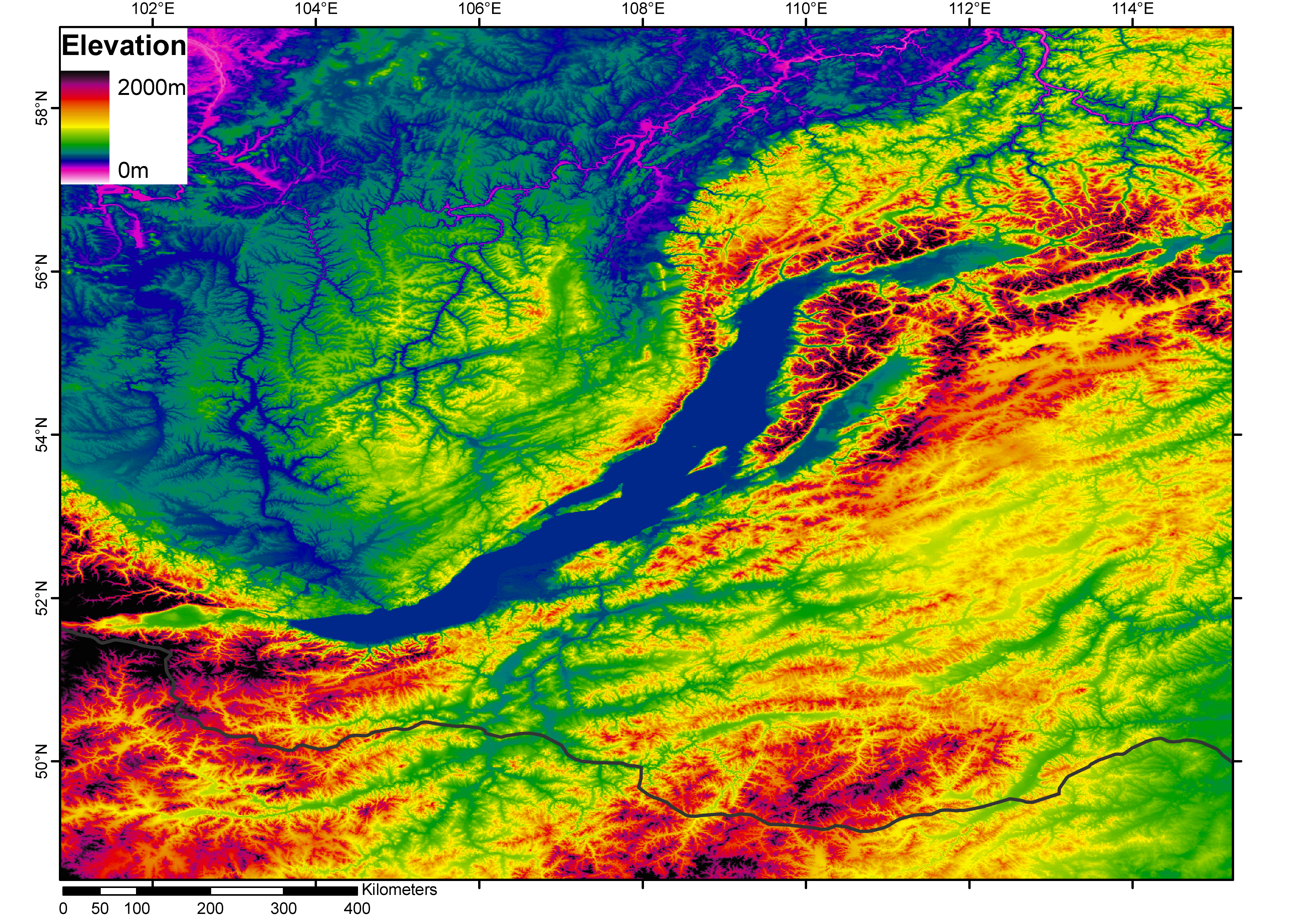
貝加爾湖地區的數值地形模型

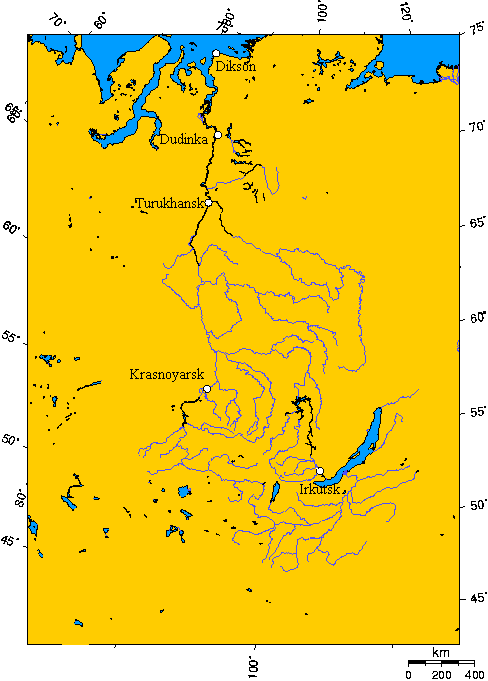
葉尼塞河流域地圖，並標示迪克森、杜金卡、图鲁汉斯克、克拉斯諾亞爾斯克及伊爾庫茨克等城市

### 水文
貝加爾湖呈新月形，湖泊位於盆地地形中，周圍有山脈及丘陵環繞，湖泊南北长680公里，东西宽40至50公里（最宽处达80公里），面積31,494平方公里，是亞洲第一大淡水湖，也是世界第七大湖，屬於斷層湖，沿岸地震頻繁、多溫泉，流域面積560,000平方公里，有多達336條河流注入，其中最大的河為色楞格河。而其外流河為葉尼塞河的支流安加拉河，出水口位於湖西南側，往北流入北極海，另外在湖的西側尚有另一條大河勒拿河的源頭，距湖僅7公里，不過被高達1640公尺的貝加爾山脈中部所阻隔，湖中有22島，最大的奧爾洪島長達72公里，湖面每年1月至5月結冰。
貝加爾湖是世界最深的湖泊，最大水深为1,634米至1,741米，平均深度758米，為世界上平均深度最深的湖泊，湖面海拔456米，最深處湖床海拔-1,181米。因深度深，其體積達23,600立方公里，佔全球流动的河川、淡水湖總水量的17%至20%，比整個北美洲五大湖（22,560立方公里）或北歐波羅的海（21,000立方公里）的水量還多，但只有裏海 （78,200立方公里）的三分之一。貝加爾湖也是世界最古老的湖泊，據研究，它已經在地球上存在大約3,000萬年，同時貝加爾湖也是世界上最清澈的湖泊之一。

### 氣候
貝加爾湖位於歐亞大陸內陸，屬柯本气候分类法的大陸性氣候，湖面1月至5月結冰，冰層厚度約70至115公分，冬季時，可於湖面行駛汽車至奧爾洪島。

### 生物
貝加爾湖生物多樣性相當豐富，共有1,085種植物及1,550種動物以之為棲息地，其中80%為特有種，並有許多世界僅有的淡水特有種生物，被稱為「俄羅斯的加拉巴哥群島」；其中貝加爾海豹與貝加爾鱘為世界上唯一的淡水海豹和鱘，而貝加爾海豹的棲息範圍幾乎遍布整個貝加爾湖。

## 水的特点
贝加尔湖是世界上最清澈的湖泊之一，在冬季的开放水域的透明度可达30-40m，而夏季时通常为5-8m，贝加尔湖富含氧气，即使在深水处仍有较高的含氧量，这将它和其他典型分层的水体区别开，如坦噶尼喀湖和黑海。贝加尔湖水温根据地点、深度，年变化较大，冬季和春季的1-5月（甚至6月初）湖面将冻结4-5个月，湖冰的厚度可达0.5-1.4m，有小丘隆起处更是可达2m以上， 此期间水温随深度缓慢上升，在冰覆盖处最冷，温度接近冰点，200-250m温度为3.5-3.8℃。地表的冰融化破碎之后，地表水在阳光下缓慢升温，到了5、6月，上部300m呈现均热状态，温度为4℃ 水温分布格局反转，温度随湖水深度增加而下降，秋季开始湖水表面温度再次下降，到了10-11迎来了第二个均热阶段，湖水上部300m的温度仍为4℃，湖的深处温度稳定在3.1-3.8℃，其年变化很小。 在过去50年中湖水表面温度平均上升了1.5℃，导致湖的封冻期缩短，在某些地方还发现了水温约为50℃的热液喷口，这些喷口主要分布在深水处，浅水处仅有局部有分布，由于湖水体积极大，对水温影响很小。

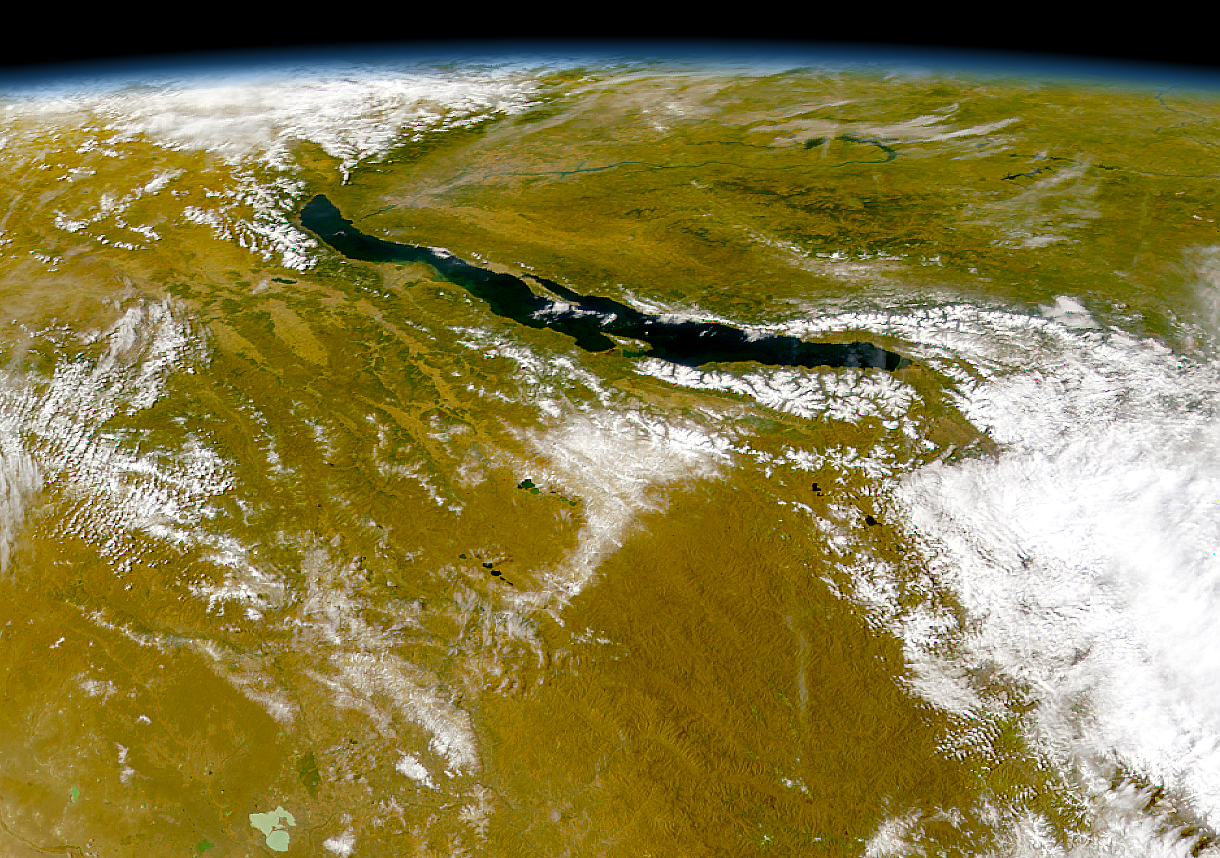
从OrbView-2卫星看到的贝加尔湖
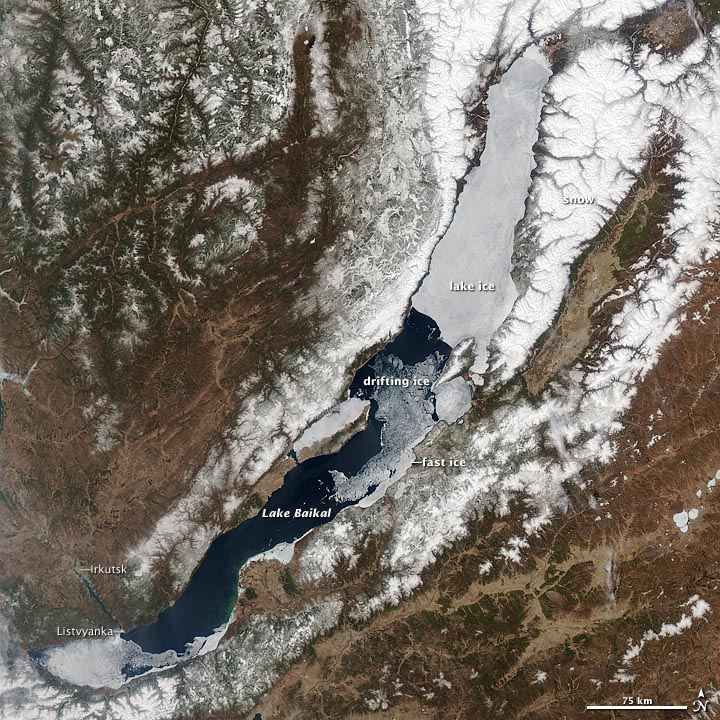
5月4日贝加尔湖春季融冰
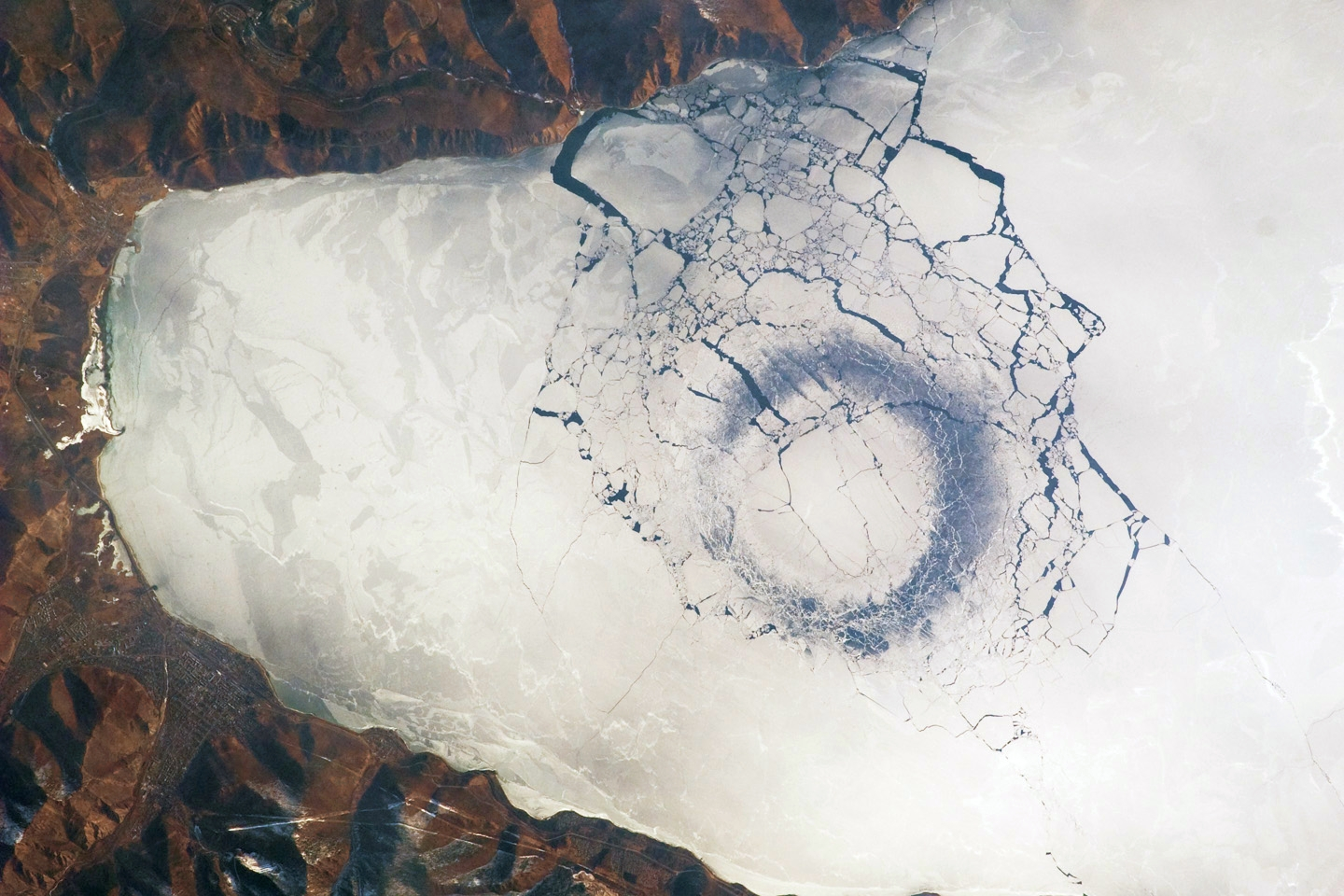
湖的南端，可能是由对流引起的直径4.4公里的薄冰圈
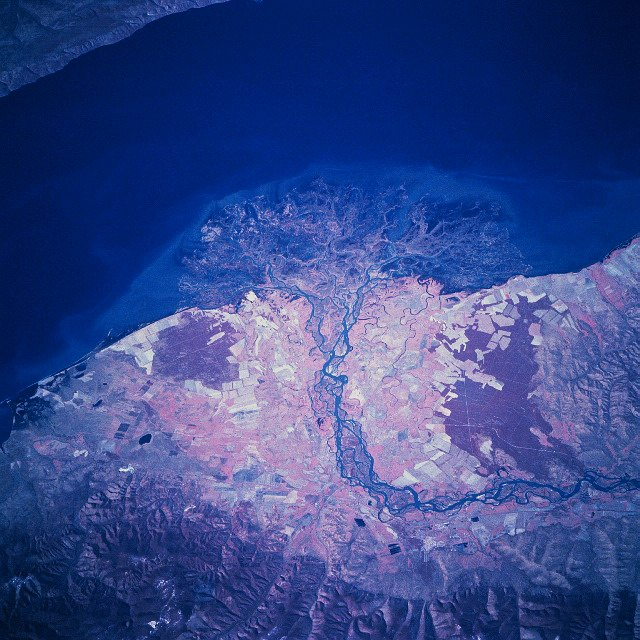
色楞格河的三角洲和主要支流

## 歷史
古中國史籍稱貝加爾湖為于巳尼大水、小海、大泽或北海，先后自前3世纪起先后属于匈奴所属的丁零部落领地、鲜卑+乌桓所属的丁零和坚昆部落的领地、柔然、突厥所属的铁勒部落领地、安北都护府、回鹘、黠嘎斯+阻卜、辽朝（契丹）、尼伦和迭列斤两大部落组成的蒙兀国人的活動範圍。著名的蘇武牧羊故事就發生在貝加爾湖一帶。這些遊牧部民長期存在，有時跟南部的中國發生戰爭（比如汉匈战争、北魏与柔然的戰爭），有時臣服於中國（如隋唐的全盛時期）。
13世纪起，這裡成為成吉思汗建立的蒙古帝国的领土。14世纪晚期的1388年，明军在捕鱼儿海（捕鱼儿海又名贝尔湖，不是貝加爾湖）之战中打败北元军队，随即北元后主脱古思帖木儿被也速迭儿刺杀，之后裂解为鞑靼和瓦剌；貝加爾湖直到1620年代之前都属于瓦剌的领土。
沙皇俄国的探索队於1628年扩张至貝加爾湖一帶，為俄國征服西伯利亞的一部份，而庫爾巴特·伊凡諾夫則於1643年帶領第一支到達貝加爾湖的探險隊。
清康熙三十六年（1697年）和乾隆二十二年（1757年），喀爾喀蒙古和準噶爾汗国先後被清朝征服，清帝國與俄羅斯帝國，最終瓜分了蒙古區域。康熙二十八年（1689年）跟俄国簽訂的《尼布楚條約》中，曾屬於蒙古的貝加爾湖以東地區被康熙皇帝最終承認属于俄國；清雍正五年（1727年）的《布連斯奇條約》和《恰克圖條約》，亦划定貝加爾湖地区归俄羅斯帝國所有。1908年6月30日，在湖西北方800公里處發生了通古斯大爆炸，部分影響了湖附近的森林。
1919年冬，俄国内战期间，白军領導人高爾察克從鄂木斯克與托木斯克撤退，在接近伊爾庫茨克的貝加爾湖畔受阻，高爾察克在1920年1月15日被駐守西伯利亞鐵路的捷克斯洛伐克軍團交給伊爾庫茨克的布爾什維克。指揮官卡普佩爾將軍為營救高爾察克，從克拉斯諾亞爾斯克頂著零下50度低溫向東行軍1000公里，於1月26日在伊爾庫茨克近郊因凍瘡與肺炎病逝，高爾察克也在2月7日被布爾什維克處決。在後有追兵的情況下，剩餘的軍人、眷屬、傷患約3萬人在1920年2月在零下40度暴風雪、缺乏適當衣物、糧食補給、絕望疲憊的情況下強行穿越結冰的貝加爾湖，許多人被凍死於湖面。他們的遺體與遺物在整個冬天維持冰封的狀態，直到湖冰溶解，沉入上千米深的湖底。有傳聞指出，高爾察克殘部曾獲得沙皇政府的黃金儲備，但在逃亡途中载金列车经桥无法负重致桥断，数百吨金掉入世界最深之淡水湖貝加爾湖。近年有人宣稱可能發現落入湖中的黃金
21世紀以來，由於當地距離俄羅斯中心地帶較遠，經濟困頓，為此貝加爾湖地區找到了鄰近中國大陸的投資。

## 圖集

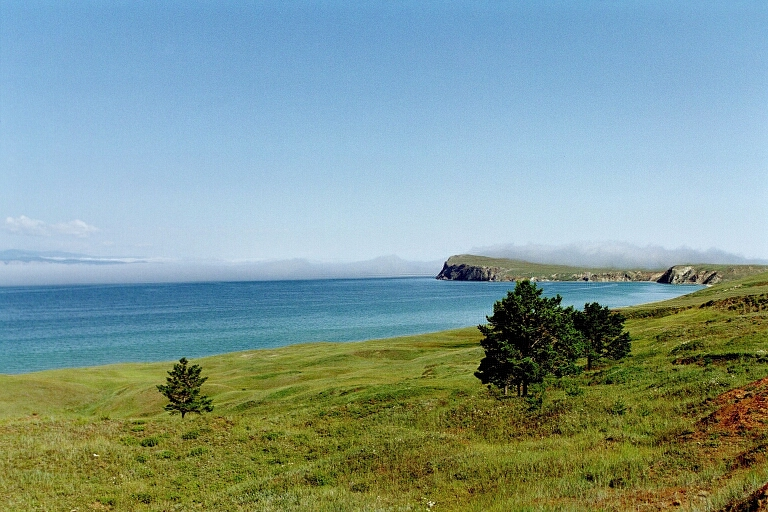
湖的東南部
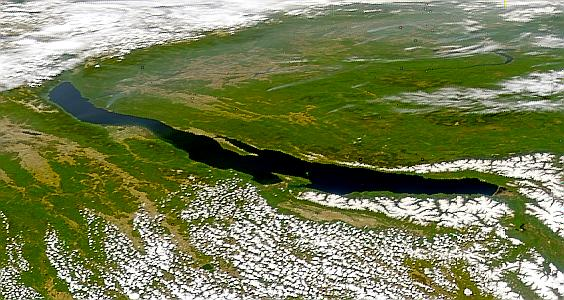
貝加爾湖衛星圖
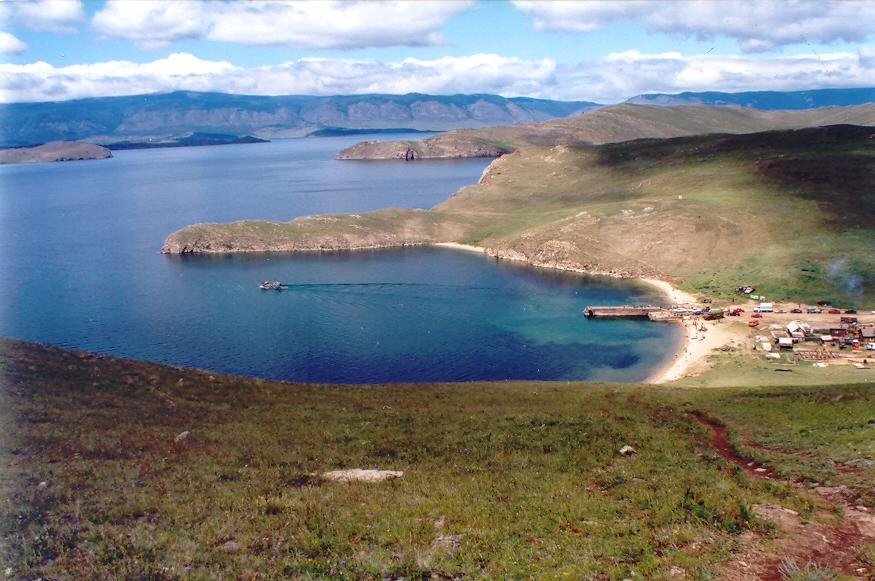
湖中最大的奧爾洪島一景
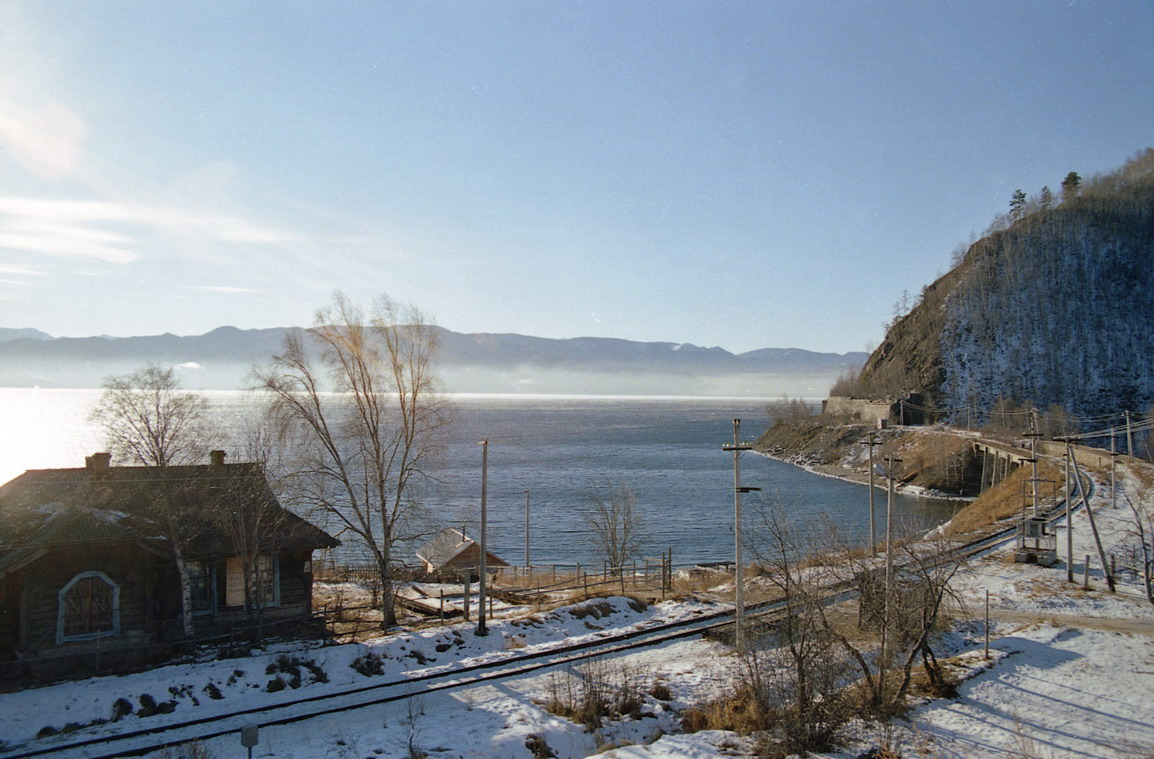
西伯利亞鐵路經過湖南岸
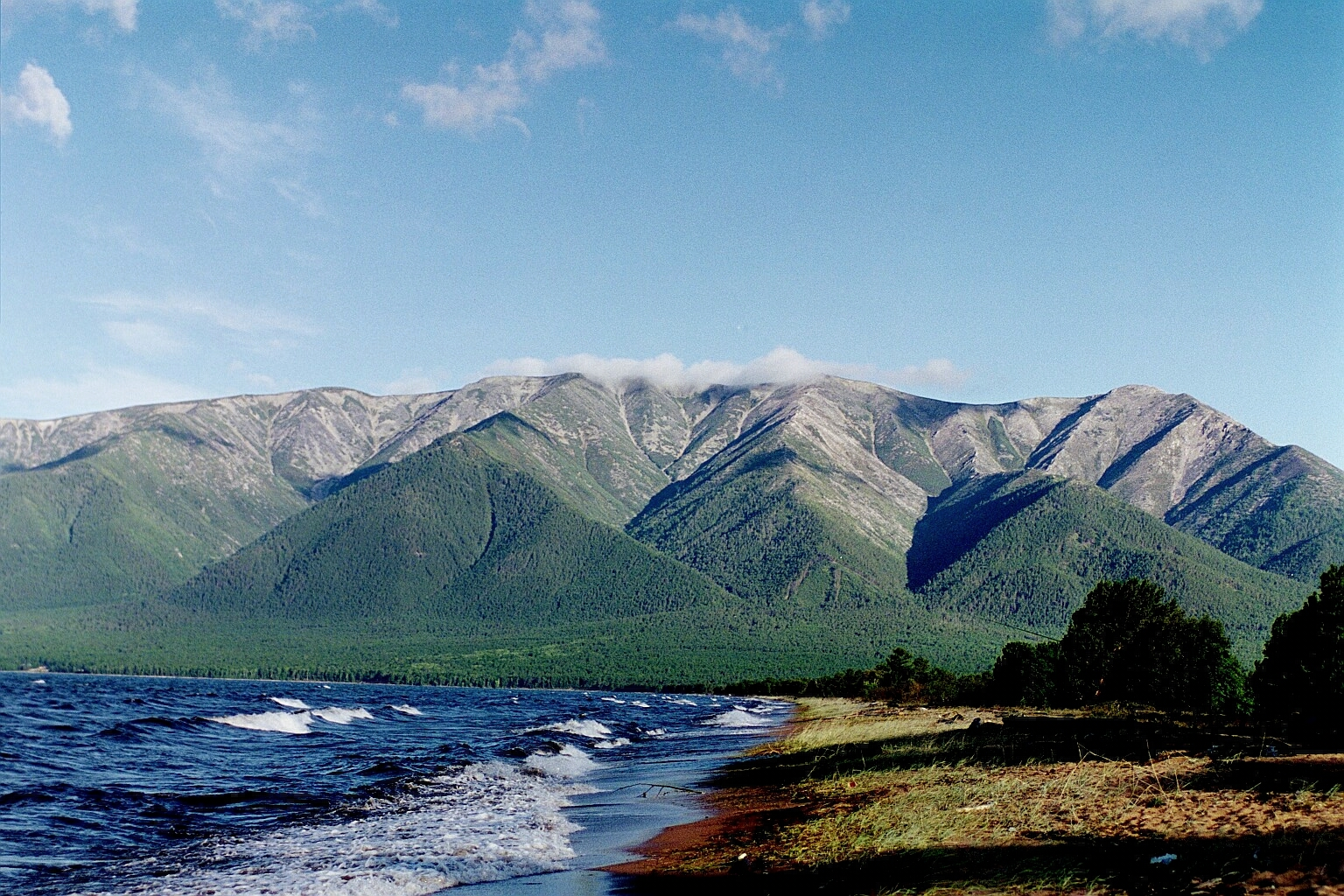
從貝加爾湖的湖浪可和常见的海浪相比
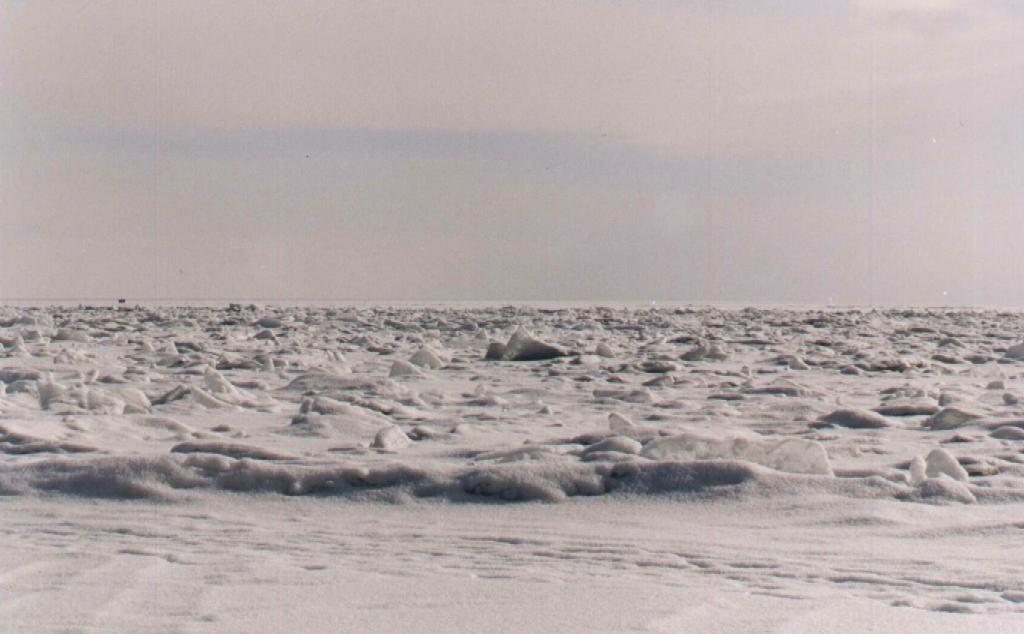
結冰的湖面

## 外部連結
- Lake Baikal Information（页面存档备份，存于）
- Baikal Club International (magazine about Lake Baikal, maps, photos, videos and stories)（页面存档备份，存于）